# Rimska vojna mornarica
Vojna mornarica Rimljanov (latinsko classis, izgovorjava klàsis) je bila ustanovljena med prvo punsko vojno (264–241 pr. n. št.) in je obstajala do petega stoletja, ko so jo uničili Vandali. Za razliko od modernih mornaric ni bila nikoli samostojna enota, pač pa vedno le odsek kopenske vojske.

## Zgodovina
Prvi večji nasprotnik starih Rimljanov so bili Kartažani. Mesto Kartagina je bilo že v petem stoletju pr. n. št. najvažnejše trgovsko središče severnoafriške obale. Kmalu je prišlo do sporov za posest Sicilije in do vojne. Rimska vojska je sprva premagala Kartažane na Siciliji, a kmalu je postalo jasno, da se mora uveljaviti tudi na afriški fronti. Zgradili so veliko število ladij za prevoz vojske in se izkrcali na kartažanski obali. To je bil zametek Rimske mornarice. Čeprav so bile sprva te ladje namenjene v glavnem za prevoz legij, so bile vseeno dobro opremljene za bojevanje, predvsem s krokarji.
V naslednjih stoletjih se je Rimski imperij postopoma širil in njegova mornarica je prevladala vsemu Sredozemlju, ki so ga Rimljani imenovali mare nostrum, dob. »naše morje«. Zgodovinarji računajo, da je v času cesarja Oktavijana rimska mornarica štela do 50.000 mož. Mornarico so uničili Vandali.

## Ladjevje
Rimsko ladjevje je bilo dveh vrst: prave bojne ladje in pomožne ladje. Prave bojne ladje ali dolge ladje (naves longae, izg. nàves lònge) so bile sodobne izvedbe grških ladij, na katere so bile nameščene razne vrste novih orožij. Pomožne ali ostale ladje (naves ceterae, izg. nàves cètere) so bile tovorne in prevozne ladje. Poleg vetra so jih poganjali tudi veslači, po navadi mladi tujci med 16. in 23. letom starosti, ki so si hoteli pridobiti državljanstvo. Skoraj tretjina veslačev je bila Egipčanov, veliko je bilo tudi Grkov, Feničanov in Sircev. Delovna pogodba je predvidevala 20 do 25 let službe, po katerih je dobil veslač rimsko državljanstvo. Zaradi tega končnega priznanja je bila plača bolj skromna, približno polovica plače kopenskega vojaka. Življenjske razmere veslačev so bile težke, a znosne: niso bili sužnji, pač pa vojaki.

### Dvoveslača
Birema ali dvoveslača je najstarejša vojna ladja Rimljanov, saj so jo uporabljali kot civilno ladjo (torej brez orožja) še v petem stoletju pr. n. št. Merila je približno 23 metrov v dolžino in 3 metre v širino. Veslači so sedeli v dveh vrstah, po dva na veslo. Jadro je bilo kvadratne oblike. Čeprav je bila birema zaradi majhne razsežnosti in nizke teže zelo okretna, jo je v vojni mornarici kmalu nadomestila trirema, ki je bila precej večja, a bolj praktična.

### Troveslača
Trirema ali troveslača je bila izpopolnjena grška triera, ki so jo uporabljali vsi narodi Sredozemlja, pred vsemi Feničani, in Perzijci. Bila je okoli 40 metrov dolga in 6 metrov široka, kar je zagotavljalo hitro in naglo premikanje, a je – nasprotno od bireme – tudi nudilo dovolj prostora bodisi za namestitev bojnih naprav, kot tudi za številnejše moštvo. Normalno je trirema prevažala centurijo, to je 80 do 100 vojakov, in 15 mornarjev. Poganjalo jo je do 170 veslačev, ki so bili nameščeni pod krovom v treh »nadstropjih«, od koder ime plovila. Vesla so bila manjša in v rokah enega samega moža. Jadro je bilo pravokotno, veliko približno za dve jadri bireme, a še vedno na enem samem jamboru; po potrebi se je dalo zviti do trikotne oblike, kar je povečalo gibčnost pri hitrih premikih. Krmili sta bili dve in sta se dali samostojno upravljati, iz česar se da sklepati, da je bila izredna okretnost plovila v veliki meri odvisna od spretnosti krmarjev in od sodelovanja med njima.

### Četveroveslača
Kvadrirema ali četveroveslača je bila vojna oklepna ladja s štirimi vrstami vesel. Merila je 48 metrov v dolžino in 8 v širino, z ugrezom 90 cm. Imela je 240 veslačev na 160 veslih, 30 mornarjev in 120 vojakov v bojni opremi. Oborožena je bila z dvema krokarjema, raznimi oblegovalnimi napravami (balistami in onagri) in lesenim stolpom, ki je dovolil lokostrelcem višjo pozicijo.

### Peteroveslača
Peteroveslača je bila vojna oklepnica, zelo podobna kvadriremi, a s petimi vrstami vesel. Merila je 48 metrov v dolžino in 8 v širino, z ugrezom 120 cm. Imela je 300 veslačev na 160 veslih, 30 mornarjev in 200 vojakov v popolni bojni opremi. Oborožena je bila z dvema krokarjema, raznimi oblegovalnimi napravami (balistami in onagri) in dvema lesenima stolpoma, ki sta dovolila lokostrelcem vzvišeno pozicijo.

### Šesteroveslača
Heksarema ali šesteroveslača je bila poveljniška ladja, ki je morala predvsem imponirati nasprotniku in ga ustrahovati s svojim mogočnim videzom, a se po navadi ni udeleževala bitk. Bila je težko oborožena in zelo velika, a ne vedno enako, ker so jih poveljniki dali zgraditi po svojem okusu. Doslej so se našli primerki te ladje z največ šestimi vrstami vesel, a nekateri zgodovinarji menijo, da so včasih imele do deset vrst vesel. Velikost in teža plovila sta seveda pogojevali okretnost ladje, pa tudi številčnost posadke.

### Liburnija
Liburnija je bila manjša vojna ladja, s samo 82 vesli v dveh vrstah, a dovolj ozka in hitra, da se je z lahkoto upravljala. Zato se je uporabljala predvsem za prevoz vojakov in oskrbo mornarice, a tudi za vsako vrsto hitrega posega ali zasledovanja. Sprva je bila namenjena spopadom z dalmatinskimi pirati, po katerih je tudi dobila ime. Izkazala se je pa tudi zelo uporabna za rečno plovbo, zato so jo Rimljani dodelili obmejnim postojankam na Renu in Donavi.

## Mornariške enote
Rimska mornarica je imela dve glavni floti in več manjših samostojnih enot. Glavno ladjevje je bilo v pristanišču Misenum (današnji Miseno [Mizèno], pri Neaplju) in v Ravenni. Flota Classis Misenensis je nadzorovala zahodno Sredozemlje, Classis Ravennatis pa vzhodnega. V vsaki od dveh flot je bilo zaposlenih okoli 10.000 oseb. Natančno število plovil ni znano, so pa znana imena nekaterih ladij, ki so bila razbrana na nagrobnih spomenikih v bližnjih nekropolah. Doslej so strokovnjaki zasledili imena sledečih ladij:
- Mizensko ladjevje: 1 šesteroveslača, 1 peteroveslača, 12 četveroveslač, 53 troveslač, 17 liburnij in 19 drugih;
- Ravensko ladjevje: 2 peteroveslači, 6 četveroveslač, 28 troveslač, 5 liburnij in 5 drugih.

Manjših flot je bilo več, vsaj deset. Brittanica [britànika] je nadzorovala Rokavski preliv, Pontica [pòntika] Črno morje, Syriaca [sirìjaka] Egejsko morje, Alexandrina [aleksandrìna] vzhodno Sredozemlje, Mauretanica [mauretànika] južno špansko obalo in predvsem Gibraltar, Lybica [lìbika] severnoafriško obalo. Germanica [germànika] je nadzorovala reko Ren in Severno morje, Pannonica [panònika] zgornjo Donavo, Savo in Dravo, Moesica [mèzika] pa spodnji tok Donave in Črno morje ob njenem izlivu. Znanih je še več imen ladij, ki niso spadale v nobeno od teh ladjevij, zato je gotovo obstajala vsaj še ena flota.
Za slovenski prostor je zanimiva posebno Classis Pannonica ali Panonska flota, ki je imela pristanišča in ladjedelnice v sledečih krajih:
- na zgornjem toku Donave v Zemunu in Budimpešti,
- na Savi v Sisku in Sremski Mitrovici,
- na Dravi na Ptuju in v Osijeku.